# آبشار کونچیکال
آبشار کونچیکال (به انگلیسی: Kunchikal Falls) آبشاری است که در کارناتاکا، هند واقع شده و ارتفاع کلی ریزشگاه آن 1493 feet/455 متر است.